# Manfred Kielnhofer
 (février 2022).
Le contenu est difficilement compréhensible vu les erreurs de traduction, qui sont peut-être dues à l'utilisation d'un logiciel de traduction automatique.
Manfred « Kili » Kielnhofer (né le 28 janvier 1967 à Haslach an der Mühl) est un peintre, sculpteur, designer et photographe autrichien.

## Biographie
Après une maturité dans le domaine technique en 1995, son intérêt pour la technologie, le design et l'art dans l'architecture le mené à avoir sa propre activité artistique. Depuis 2000, il travaille comme artiste indépendant à Linz. En 2005, il fonde la Galerie Artpark.
En 2009, il entame une série de photos de nu. Il installe dans son studio un bain de telle sorte qu'il puisse prendre les modèles et leurs réflexions sur l'eau[incompréhensible]. L'une d'elles fait la couverture du catalogue de l'exposition EYES IN à New York.
En 2010, il développe avec Martina Schettina la premier festival autrichien de light art. Interlux-Chair, la contribution de Kielnhofer à la biennale, entre dans les réserves du Musée des Arts Appliqués de Vienne.
En 2013, son premier Gardien du Temps géant est coulé dans la fonderie d'art Krismer.
En 2014 Trois antiques géants de grand format 220 x 220 gardes de polyester x 220 cm ont été présentées à la Fête des Lumières à la Potsdamer Platz à Berlin[incompréhensible].
En 2015, première collaboration avec l'usine de verre de Murano Berengo. Biennale de Venise of Art, événement Collateral - Palazzo Mora.

Des Gardiens du temps sur le Gendarmenmarkt, devant la cathédrale française, lors du Festival of Lights de Berlin en 2011.
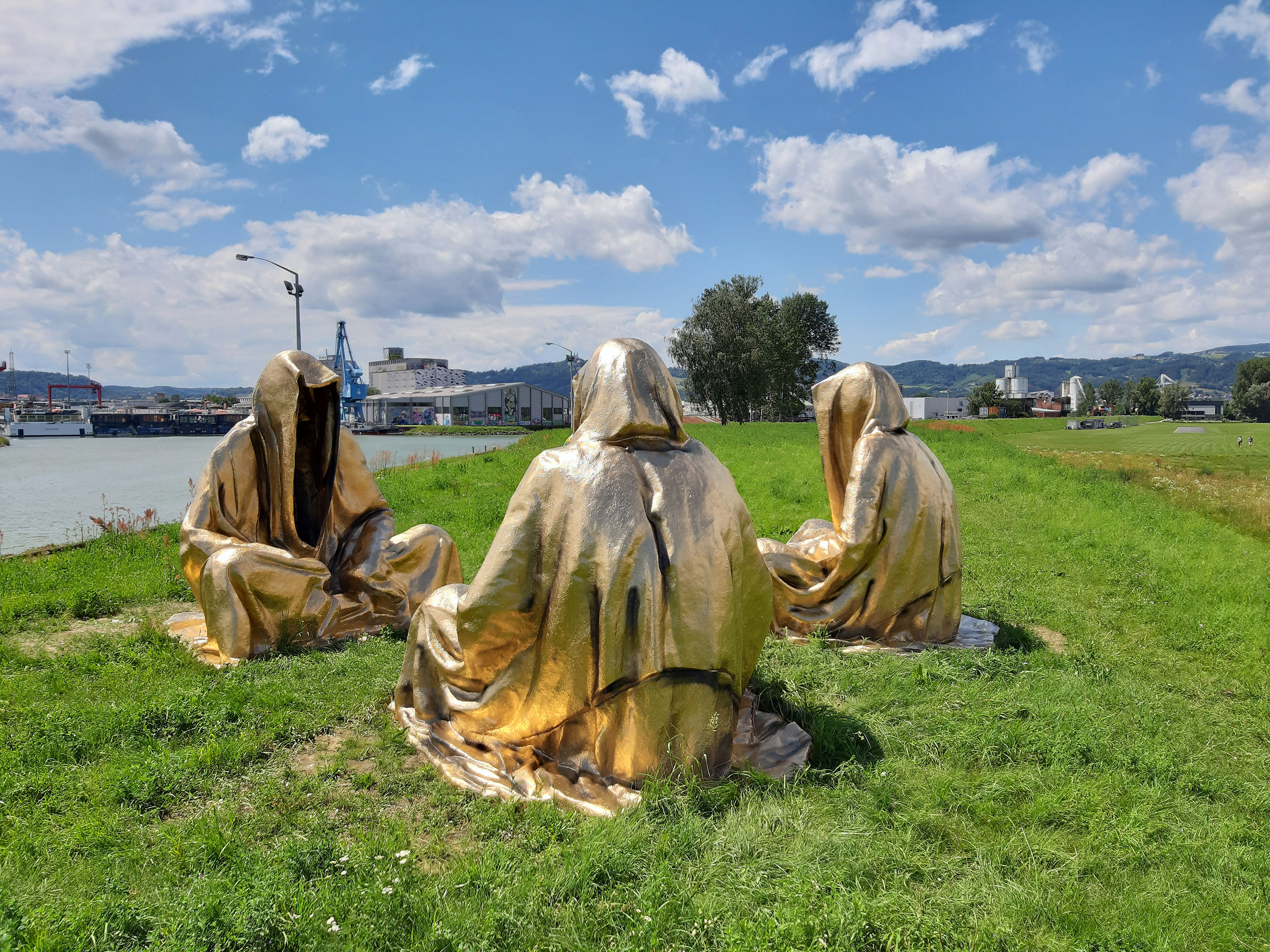
Ancient Giants - Art Biennial 2020 Linz AG Mobile Galerie.